# Маріанна Австрійська
Маріанна Австрійська (нім. Maria Anna von Österreich ) (23 грудня 1634, Відень — 16 травня 1696, Мадрид) — іспанська королева, друга дружина Філіпа IV, мати Карла II, останнього іспанського короля з династії Габсбургів, сестра Фердинанда IV і Леопольда I.
У 1668 році на її честь в північній частині Тихого океану були названі острова Маріанськими.

## Біографія
Батьками Маріанни були імператор Фердинанд III і його перша дружина Маріанна, іспанська інфанта, дочка короля Філіпа III. Маріанна була їх старшою дочкою. Народилася 23 грудня 1634 року в Відні при дворі свого діда, Фердинанда II. Її батько, який став імператором в 1637 році, більшу частину часу перебував далеко від сім'ї, беручи участь в Тридцятилітній війні.
З дитинства вона була призначена в дружини своєму кузену Бальтазару Карлосу, принцу Астурійському, синові Філіпа IV, який помер в 1646 році у віці 16 років. Філіп IV залишився без спадкоємця, а Маріанна без нареченого. 8 листопада 1649 року Маріанна вийшла заміж за свого дядька, Філіпа IV. У цьому шлюбі народилися п'ятеро дітей, однак тільки двоє з них досягли повноліття — Маргарита Тереза і спадкоємець престолу Карл II . Карл не мав спадкоємців, так як з'явився на світ в результаті інцесту, який протягом поколінь практикувався в династії Габсбургів.
Філіп IV помер 17 вересня 1665 року, його синові Карлу II було лише 3 роки і Маріанна стала регентшею. Карл, був інвалідом, міг говорити і пересуватися з великими труднощами, його носили на руках до 10 років, і регент йому був необхідний. Вона залишалася регентшею більшу частину свого життя, крім короткого періоду, коли вона була вигнана з Мадрида 1678 року позашлюбним сином Філіпа IV Хуаном Австрійським в результаті палацового перевороту. Причиною була її підтримка фаворита Фернандо де Валенсуела, яка викликала невдоволення придворних. Вона повернулася до Мадрида після смерті Хуана в 1679 році, вже не була регентшею через повноліття Карла, але продовжувала відігравати суттєву роль в державних справах до своєї смерті в 1696 році.
За своєю природою дуже життєрадісна молода дівчина, вона з роками під впливом суворого іспанського палацового етикету ставала все більше похмурою, меланхолійною і замкнутою. Вона померла в 1696 році, зробивши до цього численні спроби затвердити одного з Габсбургів в якості спадкоємця свого сина. Але всі її зусилля закінчилися провалом, і після смерті Карла II вибухнула війна за іспанську спадщину.

## Діти
- Маргарита Тереза Іспанська (1651—1673), імператриця, дружина Леопольда I
- Марія-Амбросія (1655)
- Феліпе Просперо (1657—1661)
- Фернандо-Томас (1658—1659)
- Карл II (1661—1700), іспанський король, останній з династії Габсбургів на іспанському престолі